# Pafnutyij Lvovics Csebisev

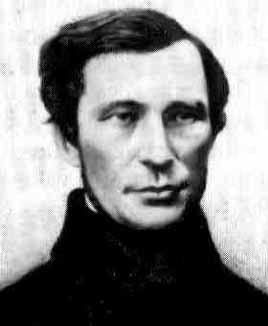
Pafnutyij Lvovics Csebisev

Pafnutyij Lvovics Csebisev, más átírásban Csebisov (oroszul: Пафнутий Львович Чебышёв) (Okatovo, Oroszország, 1821. május 16. – Szentpétervár, Oroszország, 1894. december 8.) orosz matematikus.

## Élete
Csebisev szülővárosa Moszkvától nyugatra található. Édesapját Pafnutyij születésekor nyugdíjazták, addig a hadseregben szolgált, harcolt Napóleon ellen is. Néhány gyermeke továbbvitte a katonai hagyományt az egyébként is nagy múltú, felsőosztálybeli családban.
Először otthon tanult édesanyjától és unokatestvérétől olvasást, írást, francia nyelvet és számtant. Egy születési rendellenesség miatt Csebisev egyik lába rövidebb volt, így járáshibája gyakran távol tartotta a kortársaival való játéktól. A francia nyelv alapvető szerepet játszott későbbi életében, mivel a matematika nemzetközi nyelve ez volt akkoriban.
A család 1832-ben Moszkvába költözött. Itt az egyik legjobb nevű matematikatanár oktatta Csebisevet, aki így 1837-ben sikeresen felvételt nyert a Moszkvai Egyetemre. Témavezetője Nyikolaj Brasman volt, aki mechanikát, hidraulikát, valószínűségszámítást tanított, de ezeken túl algebrai függvények integráljairól is tartott előadást. Csebisev elküldött egy dolgozatot Egyenletek gyökeinek számítása címmel, de csak második helyezést ért el. Eredményét csak jóval később publikálták.
Első – többszörös integrálokról szóló – cikkét 1842 végén küldte el Joseph Liouville-nak, aki 1843-ban meg is jelentette a lapjában. Ebben a munkájában leírt egy képletet, melyet nem bizonyított. Nem sokkal később Eugène Charles Catalan adott rá egy bizonyítást.
Második cikkében Taylor-sorok konvergenciáját vizsgálta. Ez 1844-ben jelent meg, ugyanabban a folyóiratban, amely befogadta a diplomamunkájából készült publikációját is két évvel később. Tézisében Siméon Denis Poisson törvényét tárgyalta a nagy számok gyenge törvényéről.
Moszkvában nem sikerült állást találnia, de 1847-ben Szentpéterváron fogadták. Itt alkotta meg jól ismert számelméleti eredményeinek egy részét. Könyvet írt a kongruenciákról, amely doktori értekezését képezte. 1849. május 27-én meg is védte azt, továbbá elnyerte a Tudományos Akadémia díját is. Bunyakovszkijjal együttműködve összegyűjtötte Euler 99 számelméleti cikkét, és két kötetben kiadta őket 1849-ben.
Sohasem nősült meg, egyedül élt 10 szobás házában. Gazdag volt, de keveset költött. Egyetlen szenvedélye az ingatlanvásárlás volt. Támogatta nővérét, akivel sok időt töltött együtt.
1882-ben nyugdíjba vonult a Szentpétervári Egyetemről. Élete során számos ország akadémiájának elismerését és tagságát kapta meg.
1894-ben halt meg Szentpéterváron.

## Munkássága
A számelméletben ő érte el az első lényeges részeredményt a prímszámtétellel kapcsolatban. Először igazolta, hogy ha {\displaystyle \lim \pi (x)/{\rm {Li}}(x)} határérték létezik, akkor az csak 1 lehet. Ezután elemi módszerrel bebizonyította, hogy
{\displaystyle 0,922{\frac {x}{\ln(x)}}<\pi (x)<1,105{\frac {x}{\ln(x)}}.}
Két évvel halála után Jacques Hadamard és tőle függetlenül Charles Jean de la Vallée-Poussin mély analitikus eszközökkel megadta a teljes bizonyítást.
Bertrand sejtését viszont maradéktalanul bebizonyította, miszerint minden természetes szám és kétszerese között létezik prím.
1852 júliusa és novembere között Franciaországban, Angliában és Németországban járt, ahol többek között olyan matematikusokkal találkozott, mint Liouville, Serret, Hermite, Lebesgue, Cayley, Dirichlet.
Ez idő tájt bukkannak fel legelőször munkájában a később róla elnevezett polinomok. Emellett kiemelkedően eredményes kutatást végez az ortogonális polinomok elméletében és az approximációelméletben. Ő volt az első, aki egységesen tárgyalta a már jóval korábban felbukkanó különböző ortogonális polinomokat, továbbá felállította a Christoffel–Darboux-formulát.
1867 és 1887 között a valószínűségszámítás elméletében végzett munkája nyomán lehetővé vált a statisztikai adatok valószínűségi alapokon történő vizsgálata. Általánosította de Moivre és Laplace centrális határeloszlás tételét.
Jártas volt a mérnöki tudományokban is. Hét mechanikai és tervezői konstrukcióját mutatták be a chicagói Világkiállításon. Szerkesztett többek között egy speciálisan nőknek szánt biciklit is.